# Scott Benton (homme politique)
Pour les articles homonymes, voir Scott Benton et Benton.
Scott Lloyd Benton, né le 1er juillet 1987 à Newport, est un homme politique conservateur britannique qui est député de Blackpool South de 2019 à 2024. 

## Jeunesse et éducation
Benton est né à Newport au Pays de Galles, fils d'Alan et Krystina Benton  mais passe la plupart de sa jeunesse dans le Yorkshire de l'Ouest. À l'âge de 11 ans, il fréquente l'école publique locale Rastrick High School à Brighouse.
Il étudie la théologie en premier cycle à l'université de Nottingham et obtient un diplôme de première classe avec distinction . Pendant ce temps, il travaille au barreau de l'Union des étudiants. Il reste à l'université pour un diplôme de troisième cycle et obtient une maîtrise en théologie.
Benton travaille ensuite comme enseignant à l'école primaire.

## Carrière politique
En 2011, Benton est élu au conseil de Calderdale pour le quartier de Brighouse, centré sur la région de ce nom . Il est chef adjoint du Conseil, puis chef du groupe conservateur.
En plus d'être conseiller, Benton travaille comme assistant parlementaire de Craig Whittaker, le député conservateur de Calder Valley .
Benton se présente pour Strangford aux élections de l'Assemblée d'Irlande du Nord de 2017 et Huddersfield, un siège sûr pour le Parti travailliste, aux élections générales de 2017.
Benton est élu en décembre 2019 à Blackpool South avec une majorité de 3 690 voix. 
À la suite de sa mise en cause dans une affaire de lobbying au profit d'investisseurs dans l'industrie du jeu, il remet sa démission le 25 mars 2024. L'élection législative partielle qui se tient
le 2 mai suivant pour le remplacer à son siège se solde par la victoire du candidat travailliste.